# Nitidoguina lororum
Nitidoguina lororum är en insektsart som beskrevs av Young 1986. Nitidoguina lororum ingår i släktet Nitidoguina och familjen dvärgstritar. Inga underarter finns listade i Catalogue of Life.